# Baptyści w Mozambiku
Baptyści w Mozambiku – baptyzm jest trzecim co do wielkości wyznaniem chrześcijańskim w Mozambiku.
Pierwsi baptyści pojawili się w Mozambiku w drugiej połowie XIX wieku, byli to europejscy misjonarze, głównie skandynawscy, którzy przybyli krzewić wiarę w tej ówczesnej portugalskiej kolonii.
Unia Baptystyczna Mozambiku powstała w roku 1921, a początek dała jej Niezależna Misja Skandynawska.
Obecnie baptyzm w Mozambiku liczy blisko 250 tysięcy pełnoprawnych członków, do tego należy doliczyć dzieci i młodzież która nie posiada jeszcze formalnego członkostwa. Wierni gromadzą się w około 1830 zborach.
W Mozambiku działają dwie unie baptystyczne:
- Unia Kościołów Baptystycznych Mozambiku – większa, ale nienależąca do Światowego Związku Baptystów. Liczy 200 tysięcy pełnoprawnych członków i 1700 zborów (w roku 2001 – 135 tysięcy członków)

- Konwencja Baptystyczna Mozambiku – Liczy 60 tysięcy dorosłych członków zrzeszonych w 160 zborach. Jest członkiem Światowego Związku Baptystów.  (w roku 2001 – 38 tysięcy członków)[2][3].

Ponadto baptyści prowadzą działalność edukacyjną, misyjną i humanitarną.